# 33532 Gabriellacoli
33532 Gabriellacoli este un asteroid din centura principală de asteroizi.

## Descriere
33532 Gabriellacoli este un asteroid din centura principală de asteroizi. A fost descoperit pe 18 aprilie 1999 la San Marcello Pistoiese de Andrea Boattini și Luciano Tesi. Asteroidul prezintă o orbită caracterizată de o semiaxă mare de 2,32 ua, o excentricitate de 0,11 și o înclinație de 6,4° în raport cu ecliptica.